# Златни прах
Златни прах: Антологија анегдота о знаменитим личностима јесте антологијско дело Уроша Јечменице, које представља збирку анегдота из живота значајних историјских личности. Објављена је 2018. године у издању Службеног гласника.

## Аутор
Урош Јечменица (1929) је српски истраживач и сакупљач значајних остварења из српске културне баштине.

## Опис
Антологија обухвата кратке анегдоте из живота преко 400 знаменитих историјских личности, које су поређане хронолошки у два поглавља - о личностима из светске и домаће историје. Међу личностима у антологији, налазе се крунисане главе, антички филозофи, књижевници, глумци, певачи, политичари, научници...

## Критика
Књижевник, новинар и публициста Коста Димитријевић је у поговору књиге, као рецензент, записао:
У тим многобројним записима и анегдотама има (као и у претходним – о домаћим личностима) много корисних података о њиховом животу и делу, који ће поучно послужити млађим генерацијама. Управо у томе сматрамо да је највећа заслуга приређивача ове значајне књиге. Она је остварена као резултат великог истраживачког и радног напора, писана са љубављу и са жељом да корисно послужи свим заинтересованим за значајне ликове наше и стране културноисторијске прошлости. Посебно истичемо да је ова књига добродошла за широку читалачку публику, жељну оваквих сазнања, поготову што је поучна и занимљива за све узрасте, па је зато препоручујемо читаоцима.— Коста Димитријевић, књижевник, новинар и публициста